# Choi Kang-hee
Choi Kang Hee (sinh ngày 5 tháng 5 năm 1977) là một nữ diễn viên Hàn Quốc. Cô cũng được biết đến với vai trò là một radio DJ.

## Sự nghiệp
Kang Hee bắt đầu sự nghiệp diễn xuất của mình năm 1998 với bộ phim thuộc thể loại kinh dị Whispering Corridors. Năm 2006, cô thủ vai nữ chính trong bộ phim kinh phí thấp Cô bạn gái kinh dị, một bộ phim cũng thuộc thể loại kinh dị nhưng được pha trộn nhiều tình huống hài hước. ' Truy cập ngày 10 tháng 6 năm 2007</ref>. Bạn trai của cô là Lee Jae Dong, một đạo diễn truyền hình, người đã làm việc chung với cô trong chương trình Sweet Buns và Rules of Love.
Ngoài sự nghiệp diễn xuất, Choi Kang Hee còn được biết đến với vai trò là một radio DJ, và từng rất thành công với chương trình FM "Pump Up on Volume" của đài KBS. Cô cũng có thương hiệu quần áo riêng của mình: Nowhere333.
Tháng 10 năm 2006, Choi Kang Hee đã được Hội Chữ thập đỏ Quốc gia Hàn Quốc trao tặng giải bạc vì những đóng góp thường xuyên của cô cho phong trào hiến máu nhân đạo. Tháng 10 năm 2007. cô trở thành nghệ sĩ Hàn Quốc đầu tiên thực hiện ghép tủy nhân đạo, Kang Hee đã sẵn lòng hiến tủy từ năm 1999 và thực hiện hiến tặng khi đã tìm thấy người cần có gene thích hợp.

## Phim ảnh
| Năm  | Tựa phim                               | Vai diễn          |                                                                          | Số tập |
| ---- | -------------------------------------- | ----------------- | ------------------------------------------------------------------------ | ------ |
|      | MBC Best Theater (TV)                  |                   |                                                                          |        |
| 1996 | Icing (TV)                             |                   |                                                                          |        |
| 1998 | Whispering Corridors                   | Youn Jae-yi       |                                                                          |        |
| 1998 | Sunflower (TV)                         | Nurse Lee Eun-joo |                                                                          |        |
| 1998 | Paper Crane (TV)                       | Eun-seo           |                                                                          |        |
| 1999 | Ad Maniac (TV)                         | Sung-yeon         |                                                                          |        |
| 1999 | Trường học (TV)                        |                   |                                                                          |        |
| 2000 | Happy Funeral Director                 | So-hwa            |                                                                          |        |
| 2000 | Feels Good (TV)                        |                   |                                                                          |        |
| 2000 | March (TV)                             |                   |                                                                          |        |
| 2001 | This is Love (TV)                      | Oh Young-ah       |                                                                          |        |
| 2001 | A Fairy Story of Love (TV)             |                   |                                                                          |        |
| 2001 | Wanee & Junah                          | So-yeong          |                                                                          |        |
| 2002 | The Glory Era of the Maeng's (TV)      |                   |                                                                          |        |
| 2002 | Yellow Flower                          |                   |                                                                          |        |
| 2003 | Land of Wine (TV)                      |                   |                                                                          |        |
| 2004 | Sweet Buns (TV)                        | Han Ka-ran        |                                                                          |        |
| 2005 | Beating Heart (TV)                     |                   |                                                                          |        |
| 2005 | Rules of Love (TV)                     | Kim Geun-Young    |                                                                          |        |
| 2006 | Cô bạn gái kinh dị                     | Lee Mi-na         |                                                                          |        |
| 2007 | Cảm ơn (TV)                            | Cha Ji Min        |                                                                          |        |
| 2007 | Tình yêu của tôi                       | Joo-won           |                                                                          |        |
| 2008 | My Sweet Seoul (TV)                    | Oh Eun-soo        |                                                                          |        |
| 2009 |                                        |                   |                                                                          |        |
| 2010 |                                        |                   |                                                                          |        |
| 2011 | Bảo vệ ông chủ - Protect the Boss      | No Eun Seol       | Ji Sung, Kim Jaejoong, Wang Ji-hye                                       | 18     |
| 2012 |                                        |                   |                                                                          |        |
| 2013 | Đặc vụ cấp 7 - 7th Grade Civil Servant |                   | Hwang Chansung, Joo Won                                                  | 20     |
| 2014 |                                        |                   |                                                                          |        |
| 2015 | Heart To Heart (TV)                    | Cha Hong Do       |                                                                          |        |
| 2017 | Nữ hoàng bí ẩn                         | Yoo Seol Ok       | Kwon Sang Woo, Lee Won Geun, Park Jun Geum                               | 16     |
| 2018 | Nữ hoàng bí ẩn 2                       | Yoo Seol Ok       | Kwon Sang Woo, Lee Da Hee, Park Byung Eun, Kim Hyun Sook                 | 16     |
| 2020 | Giả danh (SBS)                         | Baek Chan Mi      | Lee Sang-yeob, Yoo In Young, Lee Jong Hyuk, Kim Ji Young, Lee Joon Young | 16     |

## Giải thưởng

### Điện ảnh
- Most Popular Actress (Goodbye Mom) - 2010 (46th) PaekSang Arts Awards - March 26th.
- Popularity Award - 2011 (32nd) Blue Dragon Film Awards - ngày 25 tháng 11 năm 2011

### Truyền hình
- 2011 SBS Drama Awards: Top Excellence Award for Drama Special, Actress (Protect the Boss)
- 2011 SBS Drama Awards: Best Couple Award with Ji Sung (Protect the Boss)
- 2011 SBS Drama Awards: Top Ten Stars Award (Protect the Boss)
- 2011 SBS Drama Awards: Netizen Popularity Award
- 2008 SBS Drama Awards: Excellence Award for Drama Special, Actress (My Sweet City)